# Friedrich Schöffel
Friedrich Schöffel (* 3. Mai 1915 in Solln; † 25. September 2010) war ein deutscher Maschinenbauingenieur und Hochschullehrer.

## Leben
Schöffel studierte Maschinenbau. Nach Promotion 1948 bei Ludwig Föppl und Wirkung als Oberingenieur bei Gustav Niemann war er als Professor an der Fachhochschule München tätig. 1963 folgte er einem Ruf an den Lehrstuhl für Maschinen- und Apparatekunde der Fakultät für Brauwesen, Lebensmitteltechnologie und Milchwissenschaft der TU München in Weihenstephan.
Schwerpunkte von Schöffels Arbeit waren das Suspendierverhalten von Feststoffen, Fest-Flüssig-Trennung mithilfe von Hydrozyklonen, Drehfiltern und Dekantern, sowie das Entbindungs- und Lösungsverhalten von Kohlensäure in Getränken. Er gehörte dem Verein Deutscher Ingenieure (VDI) mit der Mitgliedsnummer 510546 an.

## Schriften
- Die durch Normal- und Schubdipole beanspruchte unendliche Halbebene und der analog belastete Halbraum. – München, Techn. H., Diss. v. 9. Juli 1948